# Abroscopus schisticeps
El mosquitero carinegro (Abroscopus schisticeps) es una especie de ave paseriforme de la familia Cettiidae propia del sureste de Asia.

## Distribución y hábitat
Se encuentra en el Himalaya y sus estribaciones orientales, distribuidos por las montañas del noreste de la India, Bután, Nepal, el sur de China, Birmania y el norte de Vietnam. Su hábitat natural son los bosques subtropicales húmedos de montaña.